# 警視庁国際テロ捜査情報流出事件

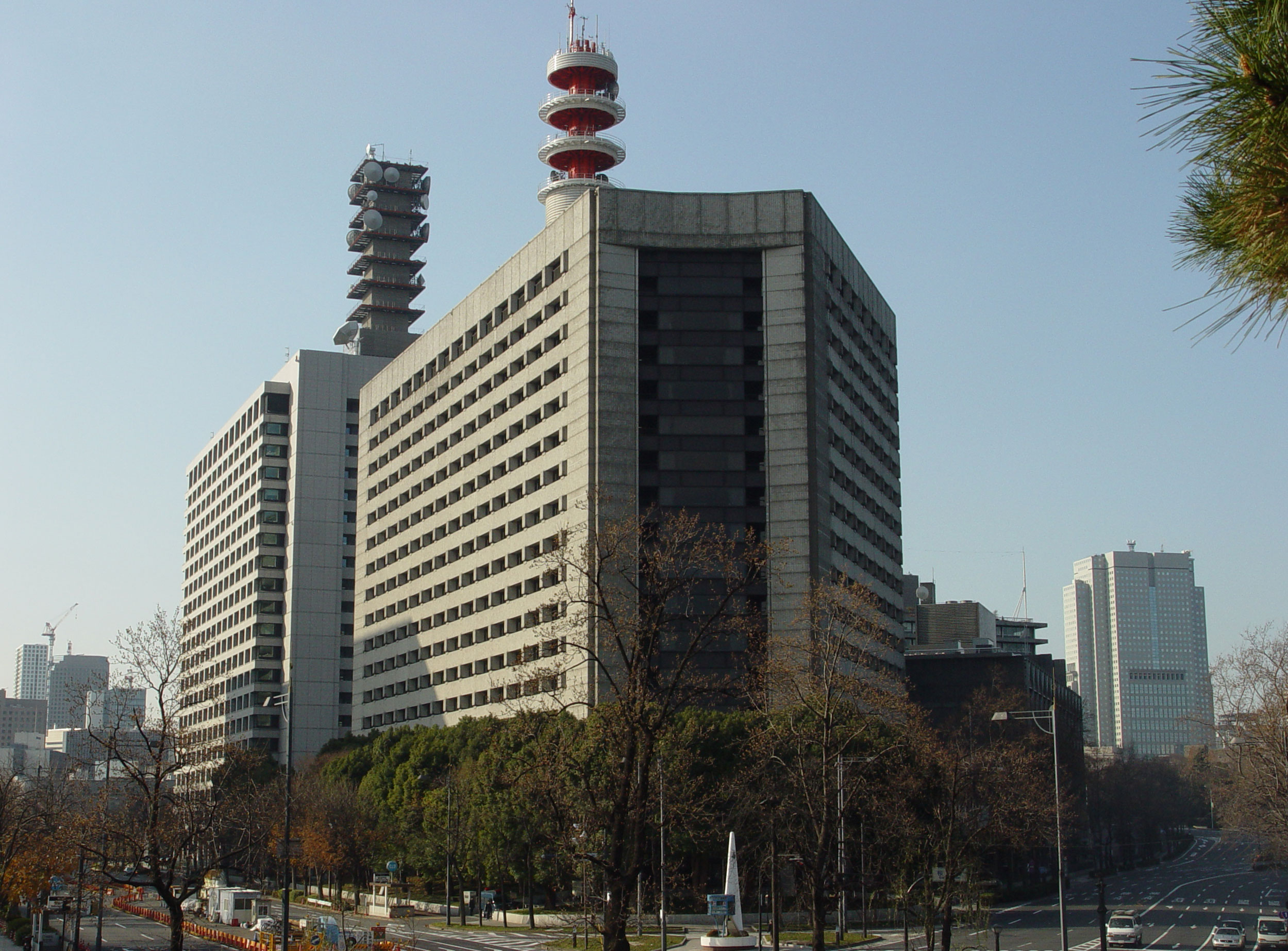
警視庁

警視庁国際テロ捜査情報流出事件（けいしちょうこくさいテロそうさじょうほうりゅうしゅつじけん）とは、2010年10月29日に発覚した警視庁公安部の内部資料がインターネットに流出した事件。テロ捜査資料流出事件とも言う。

## 概要
2010年10月28日ごろにファイル共有ソフトのWinnyネットワークに公安部外事第三課を中心とする国際テロ組織に関する公式文書114点のデータが流出し、翌10月29日に民間会社から神奈川県警察を通して警視庁に連絡されたことで発覚した。
公式文書は、ほぼ全てが国際テロリズムの捜査に関する内容で、テロ関連の捜査対象者または捜査協力者とされた在日ムスリムの個人情報（国籍、氏名、生年月日、パスポート番号、職業、出生地、住所、電話番号、家族、出入国歴、出入りモスク）、中東のイスラーム教国の在日大使館員の口座記録、特定のモスクの出入り者総数などが記録されており、個人情報が記載された人は延べ600人以上に及んでいる。また「北海道洞爺湖サミットの警備体制」「捜査協力者に育成するまでの心得」「在日米軍の爆発物処理研修」「空軍特別捜査局の機密情報」など日本警察やアメリカ軍の手の内に当たる情報も入っていた。
114点のデータの108点がコンピューターの機種を問わずに閲覧できるPDFファイル形式、残り6点がHTMLファイル形式となっていた。文書自体に記載された作成日は最も古いものは2004年3月で、最も新しいものは2009年1月であった。外事第三課のパソコンのうち、庁内ネットワークに接続されていない独立系の機器は文書を抜き出しても痕跡が残らず、このパソコンが流出元とみられている。
11月27日現在で21ヵ国の1万286人が入手したと報道されている。過去のネットで機密情報が漏洩した事件と異なり、パソコン利用者自身の個人情報が漏洩していないため、警視庁の関係者から「内部の権力闘争で意図的に流された可能性もある」との指摘もなされているという。この流出により、外事警察が日本国内のイスラム教徒を“イスラム原理主義者と接触の可能性があるテロリスト予備軍”、イスラム・コミュニティを“テロのインフラ”視していたことも明らかになった。

### 二次被害
第三書館が2010年11月25日に今回の事件で流出したデータを「流出『公安テロ情報』全データ」としてそのまま出版していたことが明らかになった。11月28日には、名前を記載された人物が販売差し止めを東京地裁に求め、29日に認められた。2011年2月16日、第三書館の保全異議申し立てが退けられた。
なお、第三書館は「流出『公安テロ情報』全データ」については個人情報をほぼ全面的に削除した上で再版されている。
在日のイスラム教徒16人が、「流出『公安テロ情報』全データ」を出版した第三書館を相手に損害賠償と出版禁止を求めた訴訟を起こし、2012年10月26日に東京地裁はプライバシー侵害を認め、第三書館に計3520万円の支払いと出版禁止を命じた。

### 捜査
当初は機密情報を共有する各国情報機関との信頼関係などから、流出した資料を本物と認めていなかった。1ヶ月を超える間、内部の職員からの事情聴取に専念していた警視庁だが、2010年12月3日、容疑者不詳の資料流出が警察の警備業務に支障を生じさせたとして偽計業務妨害の容疑で強制捜査を開始し、契約者情報や接続記録などを国内のプロバイダー2社から押収した。
しかし、流出した情報を出版社が本を出版する動きが出てきたことで12月24日に警視庁が内部資料の流出と事実上認め、謝罪した。しかし、個別の資料の真贋については「コメントを差し控え」た。
1月に警察当局がWinnyを通じて公開した人物の契約者情報や接続記録の保全と照会を目的に、流出事件で経由されたサーバー会社があるルクセンブルクやアメリカに捜査共助を要請。ルクセンブルクのサーバー会社はセルビア人男性が経営する通信事業者をレンタル契約し、ベリーズの私書箱を連絡先としていたことが判明した。しかし、住所や決済口座などは中米や欧州の複数の国のものを登録して偽装されたものとされて有力情報は得られず、発信元に至るまでの中継記録をたどることができなかった。
流出に際しては匿名化技術のTor（The onion router、タマネギルーター）が用いられ、2012年10月時点においても流出ルートを特定できていない。
また流出した情報が記録されていたサーバーは外部のネットとは接続されていないため、警察の内部の人間がデータをパソコン上から記憶媒体に移して外部に持ち出した可能性が高いという観点から、捜査に従事した警察官400人以上の私有パソコン・携帯電話・口座記録などが調査されたが、犯人の特定には至っていない。
東京地方検察庁はリストに名が挙げられていたムスリム達からの地方公務員法違反での告訴を受けて捜査を行い、2013年8月に「地方公務員（＝警視庁警察官）による犯行」と断定したが、誰が流出させたか特定出来ないとして不起訴処分にした。
2013年10月29日に公訴時効成立。その数日前に警視庁は被疑者不詳で書類送検した。

## 被害者
2010年12月9日以降、流出したデータに個人情報を載せられた被害者らにつき、いくつかの動きが出た。

### 保護を指示
警視庁は、岩瀬充明副総監の名で、被害者らが110番してきた場合などに「本人や親族の生命・身体・財産などに危害が及ぶ恐れが生じた際には、迅速で組織的な対応を」行うよう通達した。
岡崎トミ子国家公安委員長も、被害者の保護を国家公安委員会として指示したことを記者会見で表明した。個別の事件で国家公安委員長が被害者の保護まで踏み込んで指示するのは、異例であるという。この指示を受けた警察庁は、同日の全国外事担当課長会議で、被害者の安全確保や情報保全の強化を改めて指示したという。

### 告訴
被害者の内、日本人も外国人も含む国内に在住するムスリム男性6名が、被疑者を不詳としたまま、地方公務員法の守秘義務違反の容疑で東京地方検察庁に告訴した。プライバシーの侵害のみならず、そもそもが事実誤認や偏見に基づく資料であり、銀行口座が凍結されたりインターネットのプロバイダー契約も解除されたりするなど名誉も侵害されたとし、また、「身内である警視庁の捜査には限界がある」とした。彼らの弁護士らは、岡崎トミ子国家公安委員長に宛て、警視庁が流出を認めて謝罪し、データを削除し、被害者の安全を確保するよう、申し入れた。12月24日に警視庁が内部資料の流出を事実上認め、謝罪した。
東京地検は2013年8月、「誰が流出させたか特定出来ない」として不起訴処分。

### 損害賠償請求
2011年5月、イスラム教徒の日本人と外国人計14人が国と東京都に計1億5400万円の損害賠償を求め、東京地裁に提訴した。裁判では警視庁は内部情報とは認めたものの、警察が情報収集したものであることは認めていない。
東京地裁は2014年1月15日、「流出したデータは警察が作成し、内部の職員が持ち出したもの」、「警視庁の情報管理体制が不十分だったため流出し、イスラム教徒らの名誉を傷つけた」と認定して東京都に計9020万円の損害賠償の支払いを命じたが、情報収集自体は「国際テロ防止のためやむを得ない措置だった」とされた。
東京高等裁判所は2015年4月15日、一審同様東京都に計9020万円の賠償を命じたが、情報収集は「当時は国際テロ防止のために必要やむを得ない措置だった」とし「テロ防止にどの程度有効かは今後も検討する必要があり、同様の情報収集が常に許されるわけではない」と付言した。
最高裁判所は2016年5月31日、一審及び二審同様東京都に計9020万円の損害賠償の支払いを命じたが、情報収集自体は「信教の自由」を侵害していないとし、原告の上告を棄却する決定を下した。

## 犯人のネットにおける行動
警察の捜査や民間のネットセキュリティー会社の分析から、事件が公になる前の犯人に関するネットにおける行動について以下のことが判明している。
- Winnyに公開される2日前の10月26日早朝、グループ内で文書を保存・閲覧できる「オンラインストレージサービス」のサイトに流出資料114点が掲載され、送信元アドレスには安藤隆春警察庁長官の名前が使用されたフリーメールから流出資料の存在を知らせるため、在京のイラク大使館と中国大使館、日本にあるイスラム関連団体関係者など計18ヶ所にメールを一斉送信されていた。しかし、送信先は迷惑メールと疑って接続先にアクセスしなかったため、資料の流出はこの時点では発覚しなかった[26]。
- Winnyに資料を流出させた後に資料の存在を広く知らしめるため、10月28日から同29日未明までに埼玉県警幹部やイスラム研究の学者ら計3人に資料が添付されたメールを送信した[26]。
- ネット上に流出した翌10月29日に午後2時半から約2時間にわたって、流出した圧縮ファイル名に使われた特定の単語（現職公安部幹部の名字が付いたファイル）が少なくとも7回検索された[27]。

## 日本国政府の情報保全対策
同じく2010年（平成22年）12月9日、この事件や尖閣諸島中国漁船衝突映像流出事件を受けて、仙谷由人内閣官房長官を委員長とする日本国政府の情報保全に関する検討委員会が発足した。アメリカ外交公電Wikileaks流出事件なども踏まえ、有識者会議を設けて「法制度」（守秘義務違反の罰則など）や「情報保全システム」（アクセス権限など）の2分野を検討するという。委員会のメンバーは、官房長官・官房副長官に加え、外務省・防衛省・警察庁・公安調査庁・海上保安庁などの局長級であるという。